# Android (sistem de operare)

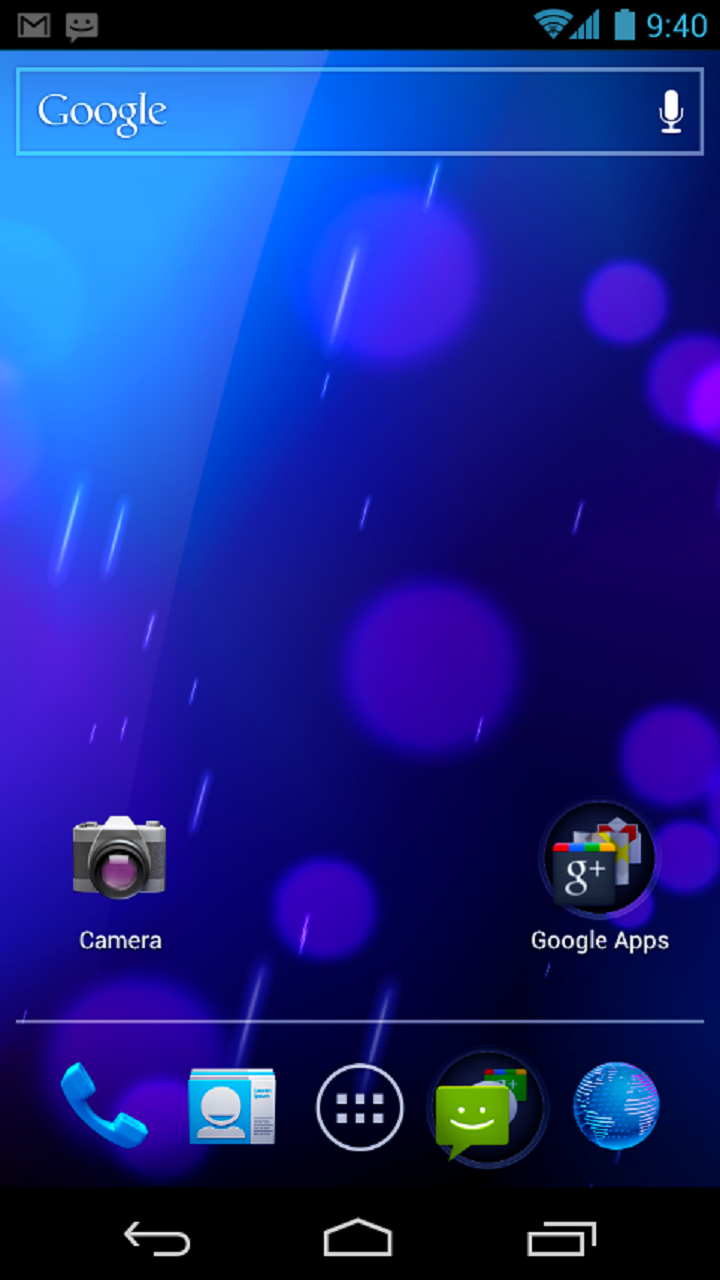
Android 4.0 (Galaxy Nexus)

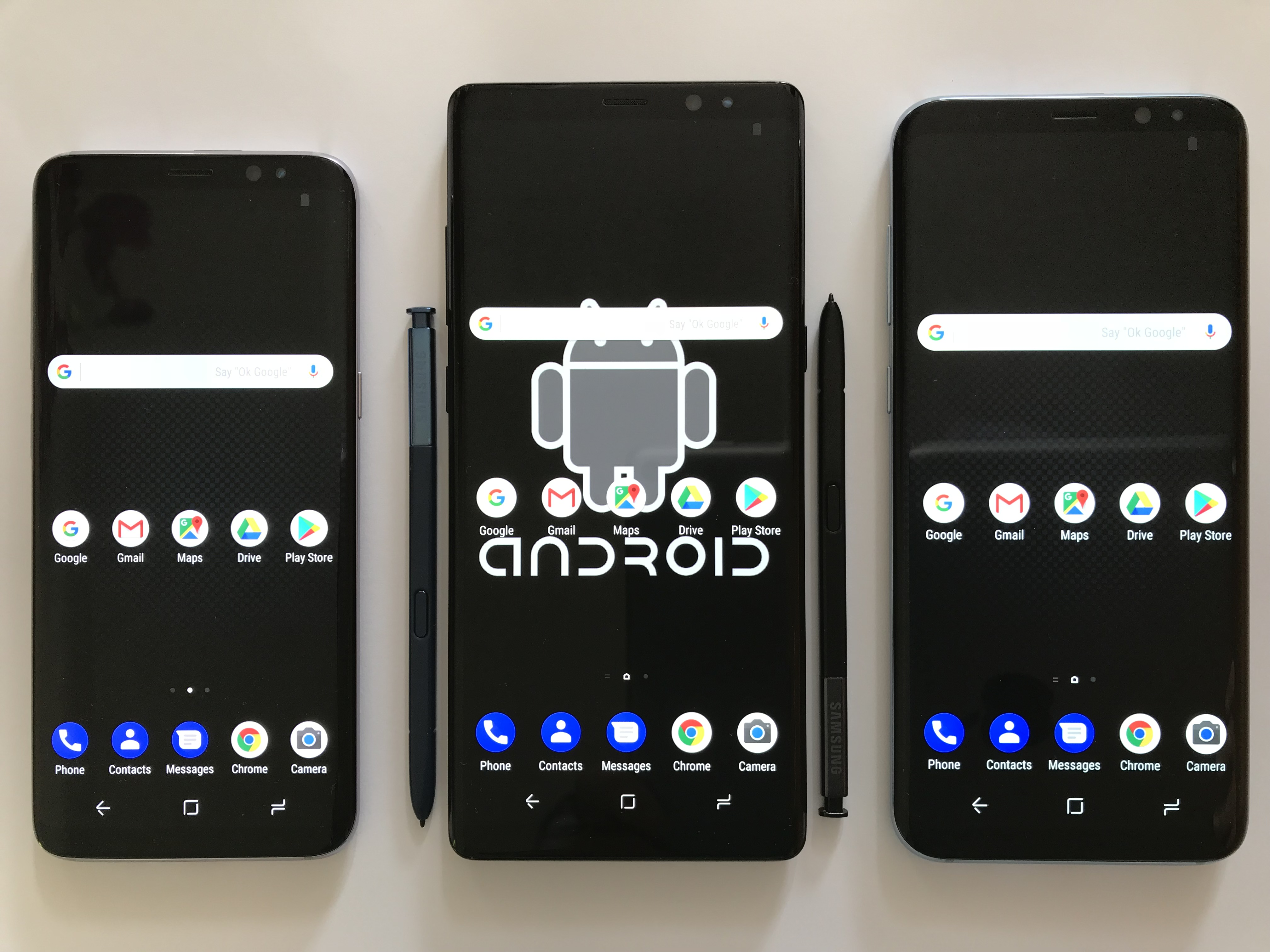
Android smartphone

Android este o platformă software și un sistem de operare pentru dispozitive și telefoane mobile bazată pe nucleul Linux, dezvoltată inițial de compania Google, iar mai târziu de consorțiul comercial Open Handset Alliance. Android permite dezvoltatorilor să scrie un cod gestionat în limbajul Java, controlând dispozitivul prin intermediul bibliotecilor Java dezvoltate de Google. Aplicațiile scrise în C și în alte limbaje pot fi compilate în cod mașină ARM și executate, dar acest model de dezvoltare nu este sprijinit oficial de către Google.
Lansarea platformei Android la 5 noiembrie 2007 a fost anunțată prin fondarea Open Handset Alliance, un consorțiu de 48 de companii de hardware, software și de telecomunicații, consacrat dezvoltării de standarde deschise pentru dispozitive mobile. Google a lansat cea mai mare parte a codului Android sub licența Apache, o licență de tip free-software și open source.

Google a dezvoltat și alte sisteme de operare bazate pe Android: Wear OS pentru ceasuri inteligente, Android TV pentru SmartTV și Android Auto pentru autoturisme.

## Istoric

Logoul alternativ

În iulie 2005 Google a achiziționat Android, Inc, o mică companie de tip startup cu sediul în Palo Alto, California, SUA. Cofondatorii companiei Android, care au continuat să muncească la Google, au fost Andy Rubin⁠(d) (cofondator al Danger), Rich Miner⁠(d) (cofondator al Wildfire Communications, Inc), Nick Sears (fost vicepreședinte al T-Mobile) și Chris White⁠(d). La acea dată se cunoștea foarte puțin despre Android, Inc., doar că făceau software pentru telefoane mobile. Aceasta a cauzat zvonuri că Google ar plănui să intre pe piața telefoniei mobile, deși era neclar ce funcție ar putea îndeplini în această piață.
La Google, echipa condusă de Rubin a dezvoltat un sistem de operare pentru dispozitive mobile bazat pe Linux, pe care l-au prezentat producătorilor de telefoane mobile și operatorilor de rețele de telefonie mobilă, cu perspectiva de a asigura un sistem flexibil, upgradabil. Google a raportat că a aliniat deja o serie de parteneri producători de componente hardware și software la noul concept, și a semnalat operatorilor de rețele de telefonie mobilă că era deschis la diferite grade de cooperare din partea acestora. Mai multe speculații că Google ar fi putut intra pe piața telefoniei mobile au apărut în decembrie 2006. Rapoarte de la BBC și Wall Street Journal au remarcat faptul că Google își dorea căutarea web și aplicațiile sale pe telefoane mobile și că lucra din greu către acest țel. Presa și siturile de știri au publicat curând zvonuri că Google ar dezvolta un dispozitiv mobil marca Google. A urmat și mai multă speculație, susținând că în timp ce Google definea specificațiile tehnice, ar fi demonstrat prototipuri producătorilor de telefoane mobile și operatorilor de rețea. S-a raportat că până la 30 de telefoane prototip operau deja pe piață.
În septembrie 2007 InformationWeek⁠(d) a publicat un studiu al companiei Evalueserve care dezvăluia că Google a depus cereri pentru mai multe brevete de invenție în domeniul telefoniei mobile.

### Fondarea Open Handset Alliance
"Today's announcement is more ambitious than any single 'Google Phone' that the press has been speculating about over the past few weeks. Our vision is that the powerful platform we're unveiling will power thousands of different phone models." 
La 5 noiembrie 2007 a fost făcut public Open Handset Alliance, un consorțiu incluzând Google, HTC, Intel, Motorola, Qualcomm, T-Mobile, Sprint Nextel și Nvidia, cu scopul de a dezvolta standarde deschise pentru dispozitive mobile. Odată cu formarea Open Handset Alliance, OHA a dezvăluit de asemenea primul său produs, Android, o platformă pentru dispozitive mobile construită pe nucleul Linux, versiunea 2.6.
La 9 decembrie 2008, a fost anunțat că 14 noi membri au aderat la proiectul Android, incluzând: Sony Ericsson, Vodafone Group Plc, ARM Holdings Plc, Asustek Computer Inc, Toshiba Corp și Garmin Ltd.
Președintele și CEO-ul Google Eric Schmidt⁠(d) a avut nevoie de o bună bucată de timp în comunicatul de presă oficial pentru a elimina toate zvonurile și speculațiile precedente cu privire la existența unui telefon Google.

### Open Source
Începând cu 21 octombrie 2008, Android a fost disponibil ca Open Source. Google a deschis întregul cod sursă (inclusiv suportul pentru rețea și telefonie ), care anterior era indisponibil, sub licența Apache. Sub licența Apache producătorii sunt liberi să adauge extensii proprietare, fără a le face disponibile comunității open source. În timp ce contribuțiile Google la această platformă se așteaptă să rămână open source, numărul versiunilor derivate ar putea exploda, folosind o varietate de licențe.
Android a fost criticat că nu este software open source în totalitate, în ciuda a ceea ce a fost anunțat de către Google. Părți ale SDK-ului sunt proprietare și sursă închisă și unii cred că acest lucru este pentru ca Google să poată controla platforma. Licența Software Development Kit-ul Android  afirmă că:
„3.2 You agree that Google (or Google's licensors) own all legal right, title and interest in and to the SDK, including any intellectual property rights which subsist in the SDK. Use, reproduction and distribution of components of the SDK licensed under an open source software license are governed solely by the terms of that open source software license and not by this License Agreement. Until the SDK is released under an open source license, you may not extract the source code or create a derivative work of the SDK.”
Cu toate acestea, Google a anunțat între timp că toate componentele sistemului de operare vor fi lansate sub licența Apache unde este cazul și sub licența GPL în rest.

## Caracteristici

Architectura de software a lui Android

Servitorul de ecran este SurfaceFlinger

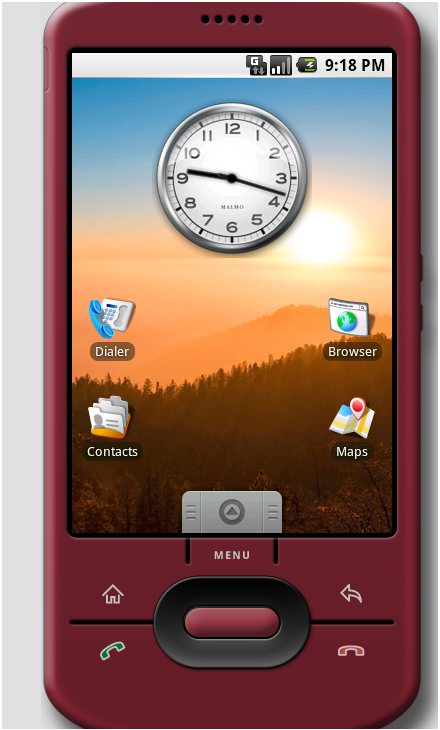
Un posibil ecran pe baza Androidului.

Caracteristici si specificații actuale:
| Configurații dispozitive  | Platforma este adaptabilă la configurații mai mari, VGA, biblioteci grafice 2D, biblioteci grafice 3D bazate pe specificația OpenGL ES⁠(d) 1.0 și configurații tradiționale smartphone. |
| Stocare de date           | Software-ul de baze de date SQLite este utilizat în scopul stocării datelor |
| Conectivitate             | Android suportă tehnologii de conectivitate incluzând GSM/EDGE, CDMA, EV-DO⁠(d), UMTS, Bluetooth și Wi-Fi. |
| Mesagerie instant         | SMS și MMS sunt formele de mesagerie instant disponibile, inclusiv conversații de mesaje text. |
| Navigatorul de web        | Navigatorul de web disponibil în Android este bazat pe platforma de aplicații open source WebKit. |
| Mașina virtuală Dalvik    | Software-ul scris în Java poate fi compilat în cod mașină Dalvik și executat de mașina virtuală Dalvik, care este o implementare specializată de mașină virtuală concepută pentru utilizarea în dispozitivele mobile, deși teoretic nu este o Mașină Virtuală Java standard.                                                            |
| Suport media              | Android acceptă următoarele formate media audio/video/imagine: MPEG-4, H.264, MP3, AAC⁠(d), OGG⁠(d), AMR, JPEG, PNG, GIF. |
| Suport hardware adițional | Android poate utiliza camere video/foto, touchscreen, GPS, accelerometru, și grafică accelerată 3D. |
| Mediu de dezvoltare       | Include un emulator de dispozitive, unelte de depanare, profilare de memorie și de performanță, un plug-in pentru mediul de dezvoltare Eclipse. |
| Piața Android             | Similar cu App Store-ul de pe iPhone, Piața Android este un catalog de aplicații care pot fi descărcate și instalate pe hardware-ul țintă prin comunicație fără fir, fără a se utiliza un PC. Inițial au fost acceptate doar aplicații gratuite. Aplicații contra cost sunt disponibile pe Piața Android începând cu 19 februarie 2009. |
| Multi-touch               | Android are suport nativ pentru multi-touch, dar această funcționalitate este dezactivată (posibil pentru a se evita încălcarea brevetelor Apple pe tehnologia touch-screen Arhivat în 29 iulie 2009, la Wayback Machine.[31][32][31]).O modificare neoficială, care permite multi-touch a fost dezvoltată.                             |

## Produse hardware care rulează Android

### Lansate

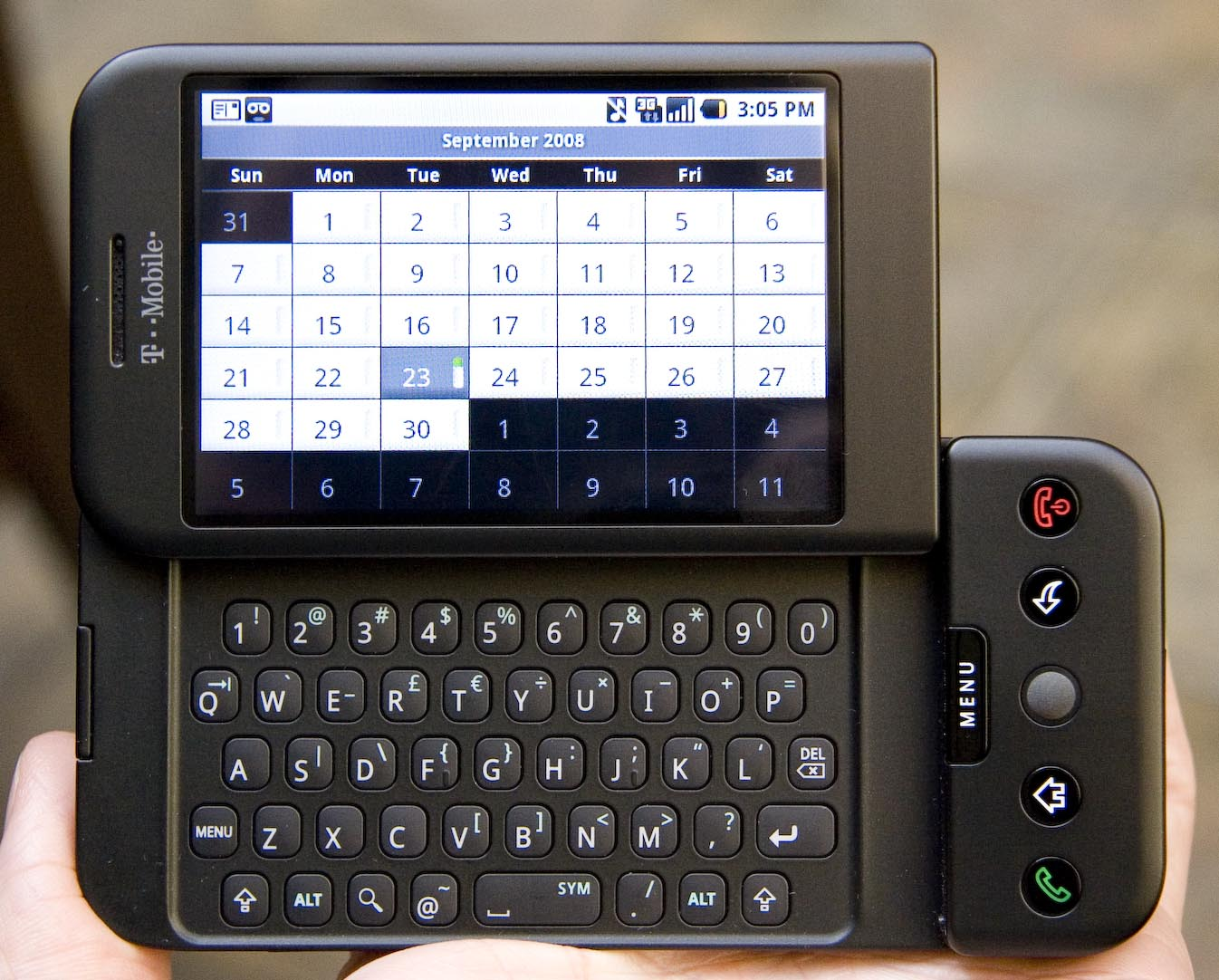
HTC Dream (T-Mobile G1)

- HTC Dream⁠(d) (comercializat ca T-Mobile G1, Era G1 în Polonia) este primul telefon de pe piață care utilizează platforma Android.[32][33] Telefonul este parte a unui efort pentru standarde deschise al Open Handset Alliance.[34]

Acesta a fost lansat în SUA pe 22 octombrie 2008, în Marea Britanie pe 30 octombrie 2008, în Olanda și Republica Cehă pe 31 ianuarie 2009, Polonia pe 23 februarie 2009, în Australia pe 5 februarie, și va fi disponibil în alte țări, inclusiv în Singapore, Franța și Germania, la începutul anului 2009.Format:Updateneeded
- Compania chineză Qigi a lansat o versiune a dispozitivului mobil i6 (anterior Windows Mobile) rulând Android ref>[httpo.uk/2008d-sne-ul bazat pe Anid din romania /ref> Aparatul este produs de către producătorul⁠(d) chinez TechFaith.[39]

### Anunțate
- În septembrie 2008, Motorola a confirmat faptul că lucrează la produse hardware care vor rula Android.[40]

- Huawei plănuiește să lanseze un telefon care va rula android pe T-Mobile. Data stabilită este însă după iunie 2009.[41]

- Archos⁠(d) planifică să lanseze un nou dispozitiv, care ar combina capabilități media semnificative cu un sistem de operare Android.[42]

- Lenovo lucrează la un telefon mobil bazat pe Android, care suportă standardul chinez 3G TD-SCDMA.[43]

- HTC planifică un "portofoliu" de telefoane bazate pe Android pentru o lansare în vara lui 2009,[44] inclusiv HTC Magic⁠(d), dezvăluit pe 17 februarie 2009 la Congresul Mobile World 2009 din Barcelona, Spania. HTC Magic⁠(d) va fi lansat cu versiunea "Cupcake"„Second 'Google phone' is unveiled”. BBC. Text " date 2009-02-17

" ignorat (ajutor) cu un debut pe 5 mai.„HTC Magic Debuts May 1st”. Phandroid. 1 aprilie 2009.
- Sony Ericsson planifică să lanseze un telefon pe baza Android în vara anului 2009.[45]

- Samsung are planuri de a lansa a un telefon bazat pe sistemul de operare Google Android în luna iunie a anului 2009, urmat de alte câteva în lunile următoarele.[46]

- GiiNii Movit Mini este un dispozitiv pentru Internet bazat pe sistemul de operare Google android.[47]

- Se zvonește că Acer va lansa telefoane numite L1, C1, E1, F1, și A1 (neconfirmat) către sfârșitul lui 2009. „Acer A1 touchscreen to arrive in September?”. Engadget. 23 martie 2009.

- Primul telefon Android al producătorului⁠(d) chinez Yuhua, dual-SIM-ul DSTL1 va fi lansat sub marca General Mobile în luna iunie. „”[48]. Arhivat din original în 26 februarie 2009. Accesat în 24 aprilie 2009. ref stripmarker în |title= la poziția 1 (ajutor)”. Există o versiune arhivată la 25 februarie 2009. http://www.linuxdevices.com/news/NS5349783759.html.”. Există o versiune arhivată la 25 februarie 2009. http://www.linuxdevices.com/news/NS5349783759.html.”. Există o versiune arhivată la 25 februarie 2009. http://archive.is/yNtip. Compania planifică mai multe dispozitive Android. Arhivat în 17 august 2009, la Wayback Machine.[50][50][50][50][50][50][50][50][50][50][50][50][51][51][51][51][51][51][51][51][51][51][51][51][51][51][51][51][50][50][50][50]

### Amânate
- Kogan Technologies, un producător de tehnologie australian, a anunțat telefoane compatibile Android: Kogan Agora și Kogan Agora Pro.Aceste telefoane au fost programate pentru a fi lansate pe 29 ianuarie 2009.La mijlocul lunii ianuarie 2009, Kogan a anunțat că lansarea telefoanelor Agora a fost amânată pentru o perioadă nedefinită.„Agora Android Phone Delayed”. slashdot.org. 16 ianuarie 2008.

### Instalații aftermarket
Unii utilizatori au reușit (după ceva hacking, și cu funcționalitate limitată) să instaleze Android pe dispozitive mobile livrate cu alte sisteme de operare:
- Telefoanele Openmoko (Neo FreeRunner și Neo 1973) au suport limitat de la lansarea codului sursă Android de către Google pe 21 octombrie 2008.[49]La data de 4 noiembrie 2008  Întregul cod sursă compilează, cu nucleul, interfața utilizator și cele mai multe aplicații funcționale, dar telefonia, SMS suspend/resume și WI-FI, care se bazează pe funcții hardware de nivel scăzut, nu sunt pe deplin funcționale.„Porting Android, Phase 3: Done”.„Marco Trevisan's blog (in Italian)”. La începutul anului 2009 imagini sistem Cupcake au fost demonstrate și disponibile ca imagini flashable.[50]

- Motorola A1200 Ming [51]
- HTC Vogue⁠(d) [52]
- HTC Touch Diamond⁠(d): nu toate funcțiile de lucru (inclusiv WI-FI) [53][necesită citare]
- HTC Touch Pro⁠(d) [necesită citare]
- Nokia N810 [54][55]
- Nokia 770 [56]
- Asus EEEPC 701 [57]
- Asus EEEPC 1000H [58]
- Touch Book de la Always Innovating [59]
- Dell Axim⁠(d) x51v [60]

## Dezvoltarea de software

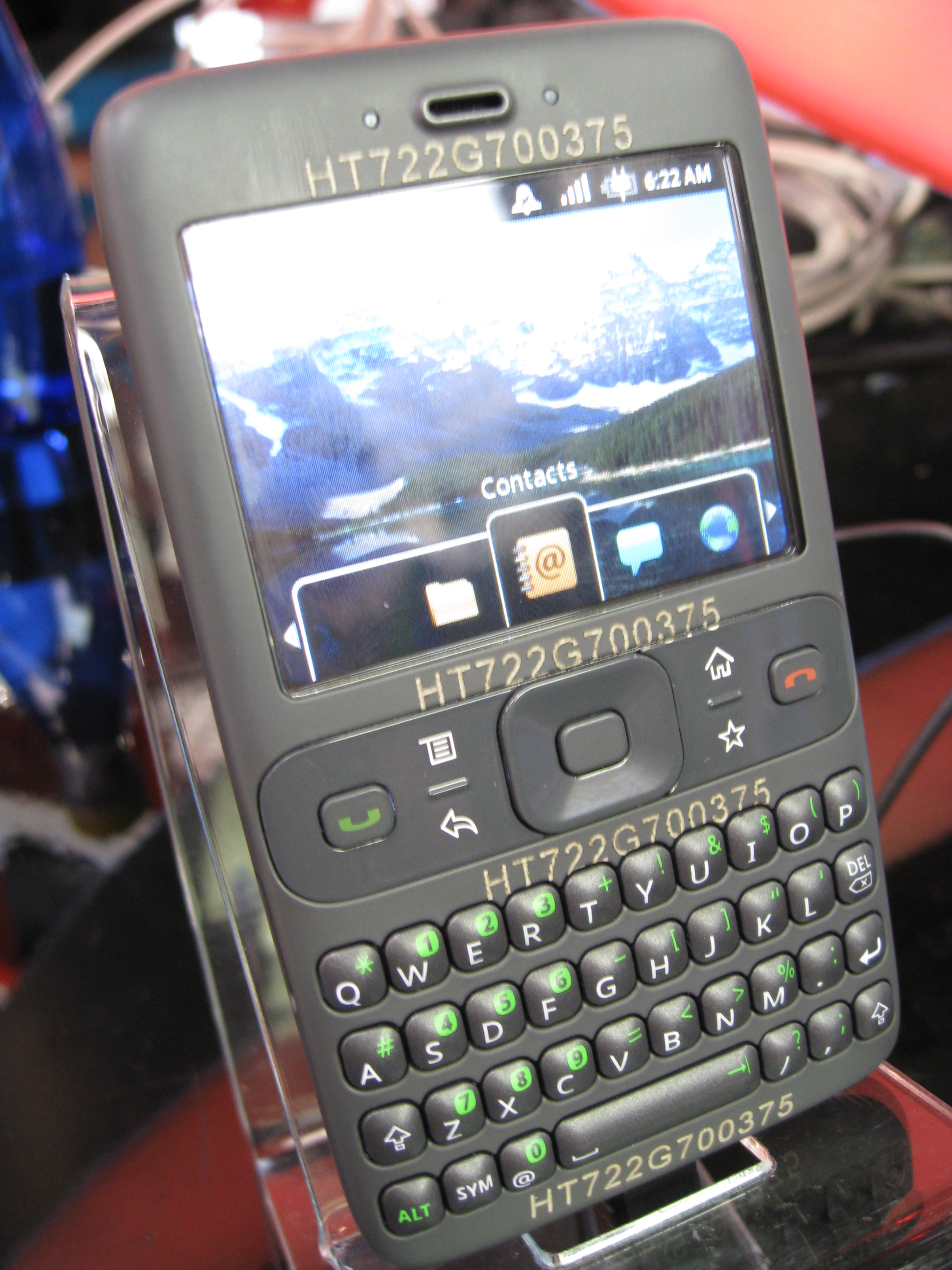
Dispozitiv Android timpuriu.

Primele aprecieri cu privire la dezvoltarea aplicațiilor pentru platforma Android au fost amestecate. Problemele citate includeau bug-uri, lipsa de documentație, infrastructura de testare inadecvată, și lipsa unui sistem de gestionare a problemelor public. (Google a anunțat un sistem de gestionare a problemelor la data de 18 ianuarie 2008.) În decembrie 2007, fondatorul startup-ului mobil MergeLab Adam MacBeth a declarat: "Funcționalitatea lipsește, este prost documentată sau pur și simplu nu funcționează... Este clar că nu este gata pentru prime time." În ciuda acestui fapt, aplicațiile pentru Android au început să apară deja în săptămâna următoare celei în care a fost anunțată platforma.Prima aplicație publică a fost jocul Snake. Telefonul Android Dev este un dispozitiv cu SIM și hardware neblocate care este destinat dezvoltatorilor avansați. Cu toate că dezvoltatorii pot utiliza un dispozitiv de consum achiziționat de pe piață pentru a-și testa și a utiliza aplicațiile, unii dezvoltatori pot alege să nu utilizeze un dispozitiv de pe piață, preferând un aparat neblocat sau fără contract.

### Software Development Kit
SDK-ul Android include un set complet de instrumente de dezvoltare. Acestea includ un program de depanare⁠(d), biblioteci, un emulator de dispozitiv⁠(d) (bazat pe QEMU), documentație, mostre de cod și tutoriale. Platformele de dezvoltare sprijinite în prezent includ calculatoare bazate pe x86 care rulează Linux (orice distribuție Linux desktop modernă), Mac OS X 10.4.8 sau mai recent, Windows XP sau Vista. Cerințele includ, de asemenea, Java Development Kit⁠(d), Apache Ant⁠(d), și Python 2.2 sau o versiune ulterioară. Mediul de dezvoltare (IDE) suportat oficial este Eclipse (3.2 sau mai recent), utilizând plug-in-ul Android Development Tools (ADT), deși dezvoltatorii pot folosi orice editor de text pentru a edita fișiere XML și Java și apoi să utilizeze unelte din linia de comandă pentru a crea, să construi și depana aplicații Android.
O versiune pentru examinare a Android Software Development Kit (SDK) a fost lansată la data de 12 noiembrie 2007.La 15 iulie 2008, echipa Android Developer Challenge a trimis accidental un e-mail la toți participanții Android Developer Challenge anunțând că o nouă versiune de SDK era disponibilă într-o zonă de descărcare "privată". Mesajul a fost destinat pentru câștigătorii primului tur al Android Developer Challenge. Revelația că Google va furniza noi versiuni SDK unor dezvoltatori și nu altora (și păstra acest regim secret) a condus la frustrare raportată pe scară largă în comunitatea dezvoltatorilor Android.
La 18 august 2008, a fost lansat Android SDK 0.9 beta. Această versiune oferă un API actualizată și extinsă, instrumente de dezvoltare îmbunătățite și un design actualizat pentru ecranul de bază. Instrucțiuni detaliate pentru actualizare sunt disponibile pentru cei care lucrează deja cu o versiune anterioară. La 23 septembrie 2008 a fost lansat SDK-ul Android 1.0 (Release 1). Conform documentației de lansare, includea "în principal remedii pentru probleme, deși au fost adăugate unele capabilități mai puțin semnificative". Includea, de asemenea, câteva modificări ale API-ului față de versiunea 0.9.
Pe 9 martie 2009, Google a lansat versiunea 1.1 pentru telefonul Android Dev. Deși există câteva actualizări estetice, câteva actualizări cruciale includ suport pentru "căutare prin voce, aplicații contra cost, remedii pentru ceasul cu alarmă, remediu pentru blocarea la trimiterea gmail, notificări de poștă electronică și intervale de împrospătare, iar acum hărțile afișează evaluări de firme". Un alt update important este că telefoanele Dev pot acum accesa aplicații plătite și dezvoltatorii le pot vedea acum pe Piața Android.

### Platforme Android
În tabelul de mai jos puteți vedea istoricul versiunilor Android, denumirea comercială și distribuția acestora în funcție de numărul dispozitivelor pe care rulează o versiune de Android, existente pe piața de profil, conform https://www.appbrain.com/stats/top-android-sdk-versions , la 30 iunie 2025.
Lista tuturor versiunilor Android, de la lansare și până în prezent, poate fi consultată pe pagina https://ro.m.wikipedia.org/wiki/Lista_versiunilor_Android.
Recomandarea este ca cei care au dispozitive pe care este instalată una din versiunile Android 6.0, 7.0-7.1, 8.0-8.1, 9, 10 să le predea operatorilor de telefonie mobilă prin programul Buy-Back în vederea reciclării.
| Versiune | Nume de cod                                   | Data lansării      | API level                           | Distribuție |
| -------- | --------------------------------------------- | ------------------ | ----------------------------------- | ----------- |
| 15       | Vanilla Ice Cream                             | 03 septembrie 2024 | One UI 7.0                          | 17.2%       |
| 14       | UDC - Upside-Down Cake                        | 04 octombrie 2023  | One UI 6.0, One UI 6.1              | 22.7%       |
| 13       | Tomato                                        | 15 august 2022     | One UI 5.0                          | 17.2%       |
| 12       | Strawberry                                    | 04 octombrie 2021  | One UI 4.0, 4.1                     | 12.2%       |
| 11       | Rhubarb Rolls                                 | 19 februarie 2020  | One UI 3.0, 3.1, 3.1.1              | 13.3%       |
| 10       | Queen's Cake (Patch de Securitate NESUPORTAT) | 03 septembrie 2019 | One UI 1.0, 1.1, 1.5, 2.0, 2.1, 2.5 | 7.4%        |
| 9.0      | Pie (Patch de Securitate NESUPORTAT)          | 06 august 2018     | 28                                  | 4.9%        |
| 8.0-8.1  | Oreo (Patch de Securitate NESUPORTAT)         | 21 august 2017     | 26, 27                              | 2.5%        |
| 7.0-7.1  | Nougat⁠(d) (Patch de Securitate NESUPORTAT)    | 22 august 2016     | 24, 25                              | 1.9%        |
| 6.0      | Marshmallow (Patch de Securitate NESUPORTAT)  | 05 octombrie 2015  | 23                                  | 0.5%        |

(*) Majoritatea site-urilor web dispun de certificate de securitate ce atesta faptul că datele utilizatorului sunt în siguranță (parole, carduri de credit etc). Aceste certificate de securitate sunt emise de către autorități în domeniu, iar Let’s Encrypt este unul dintre cele mai cunoscute nume din industrie. Au trimis o avertizare legată de faptul că smartphone-urile Android ce rulează versiuni mai vechi față de Android 7.1.1 Nougat pierd dreptul a intra pe anumite site-uri din 1 septembrie 2021 (de fapt, vor fi întâmpinați de un mesaj de avertizare și cel mai probabil, vor ieși din modul securizat de accesare a site-urilor respective).

### Android Developer Challenge
Android Developer Challenge a fost un concurs pentru cea mai inovatoare aplicație Android. Google a oferit premii în valoare de 10 de milioane de dolari, distribuite între două etape ale competiției. Prima fază a acceptat participări de la 2 ianuarie la 14 aprilie 2008. Cele mai promițătoare 50 de intrări în concurs, anunțate la data de 12 mai 2008, au primit fiecare un premiu de 25000 $ pentru a finanța continuarea dezvoltării. Cea de-a doua faza s-a încheiat la începutul lunii septembrie, prin anunțarea a zece echipe care au primit 275.000 dolari fiecare, și a zece echipe care au primit 100.000 dolari fiecare.„Android - An Open Handset Alliance Project: Developer Challenge”. Google. Accesat în 24 octombrie 2008.
Cei zece câștigători ai Android Developer Challenge au fost:
- TuneWiki Social Media Player
- Wertago, aplicația mobilă pentru viața de noapte.
- Localeh
- cab4me
- EcoRio
- CompareEverywhere
- GoCart
- Life360
- PicSay
- Softrace
- Trip Journal

### Codul mașină
Depanatorul de cod ADB dă un shell root sub Emulatorul Android care permite încărcarea și execuția de cod mașină ARM. Codul ARM poate fi compilat folosind GCC pe un PC standard. Dispozitivul grafic subiacent este disponibil ca Framebuffer⁠(d) la /dev/graphics/fb0. Biblioteca grafică pe care Android o utilizează pentru a arbitra și a controla accesul la acest dispozitiv se numește Skia Graphics Library (SGL), și a fost lansată sub o licență open source. Skia are backend-uri atât pentru Win32 cât și pentru Cairo, permițând dezvoltarea de aplicații independente de platformă, și este motorul grafic care stă la baza browserului Google Chrome.
Clasele native pot fi apelate din codul Java care rulează sub Dalvik VM folosind apelul System.loadLibrary, care face parte din clasele standard Java ale Android.
Elements Interactive Mobile B.V. au portat biblioteca lor EdgeLib C++ pe Android, și executabilele în cod mașină ale jocului S-Tris2 (o clonă Tetris) și ale demonstrației de tehnologie Animate3D sunt disponibile pentru descărcare.
Google plănuiește să lanseze un Native Development Kit pentru Android în viitor, care va fi susținut pe toate dispozitivele.

#### Cod mașină pe T-Mobile G1
Codul mașină poate fi executat cu ajutorul depanatorului de cod⁠(d) ADB, care este rulat ca un background daemon pe T-Mobile G1. Shell-ul va rula cu ID-ul de utilizator "shell", în loc de root. Când a fost lansat G1, s-a descoperit repede că telnet daemon-ul de pe telefon primește uid-ul 0 (root) atunci când rulează, oferind utilizatorului final acces complet la dispozitiv. Aceasta problemă de securitate a fost remediată în versiunea RC30 a Android și a fost trimisă la toate dispozitivele prin intermediul unei actualizări prin comunicație fără fir. Cu toate acestea, este încă posibil să se revină⁠(d) la firmware-ul vechi, pentru a exploata bug-ul și a se obține acces root la G1.
Firmware-ul G1 poate fi actualizat prin flashing de la o imagine stocată pe cardul microSD. Aceste imagini sunt semnate criptografic fie de către producătorul telefonuilui, fie de către rețeaua de telefonie mobilă.
G1 Developer Edition permite rularea de cod mașină și kernel-uri personalizate fără intervenții speciale.
După divulgarea unei exploatări root, Jay Freeman a publicat detalii despre cum se pot executa Android și ARM Debian Linux împreună pe G1.

### Actualizări
Deși este un produs de tip open source, o parte din dezvoltarea software pentru Android a fost continuată într-o ramură privată. În scopul de a face acest software public, a fost creată o ramură oglindă read only, cunoscută sub numele unui desert, anume Cupcake⁠(d). Se crede că numele vine de la Marissa Mayer⁠(d), care are o pasiune pentru acesta. Cupcake este în mod obișnuit interpretat greșit ca numele unei actualizări, dar după cum este declarat pe situl de dezvoltare al Google: „Cupcake este deocamdată în curs de dezvoltare. Este o ramură de dezvoltare, nu o versiune stabilă.” Modificări notabile la software-ul Android care vor fi introduse în cupcake includ modificări la download manager, platformă, Bluetooth, software-ul de sistem, radio și telefonie, instrumente de dezvoltare, sistemul de dezvoltare și câteva aplicații, precum și o serie de remedieri de probleme. Momentul exact al lansării rămâne neclar. Viitoarele versiuni Android vor folosi prezumptiv nume cod numite după deserturi: cupcake, donut, eclair, etc.

## Vânzări
Sistemul de operare Android a avut o evoluție spectaculoasă, de la 9,6 % cotă de piață din vânzările de telefoane smartphone în primul trimestru din 2010 la 36 % în primul trimestru din 2011.

## Critici
- Termenii de licențiere nerestrictivi ai lui Android au permis corporațiilor care utilizează Android să introducă restricții asupra propriilor clienți. Ca un exemplu, tethering-ul (conexiune internet pentru laptop sau PC prin intermediul telefonului mobil), este interzis de către T-Mobile SUA și Google a interzis astfel de aplicații utilizatorilor T-Mobile SUA. Acest lucru înseamnă, de asemenea, că aplicațiile pot fi specifice operatorului de rețea, la alegerea Google.
- Android utilizează nucleul Linux, dar, conform Google, nu este sistem de operare Linux (nu are nici un sistem de gestionare a ferestrelor nativ și nici nu suportă întregul set de biblioteci standard Linux, inclusiv biblioteca GNU C). Acest caracter specific, face dificilă reutilizarea aplicațiilor sau bibliotecilor Linux existente.[94]
- Android nu utilizează standarde stabilite Java, de exemplu Java SE și ME. Aceasta împiedică compatibilitatea între aplicațiile Java scrise pentru acele platforme și cele scrise pentru platforma Android. Android doar refolosește sintaxa limbajului Java, nu asigură pe bibliotecile de clase complete și API-urile din pachetele Java SE sau ME.[95]

## Vezi și
- CyanogenMod
- Eeol
- LineageOS
- Replicant (sistem de operare)
- BlueStacks